# Дневник горничной (фильм, 2015)
«Дневник горничной» (фр. Journal d’une femme de chambre) — фильм французского режиссёра Бенуа Жако. Это третья и наиболее точная из крупных экранизаций одноимённого произведения Октава Мирбо. Премьера фильма состоялась в конкурсе 65-го Берлинского кинофестиваля.

## Сюжет
Действие происходит во Франции конца XIX века. Фильм рассказывает о молодой и острой на язык горничной по имени Селестина. По разным причинам и, прежде всего, из-за своего характера, ей пришлось поменять несколько мест работы, пока она не поступает на службу к чете провинциальных помещиков Ленлэр в Нормандии. Хозяйка донимает новую горничную мелкими придирками и своей скаредностью, а её муж в первый же день принялся приставать к симпатичной девушке. Селестине же больше приглянулся конюх Жозеф, с которым у неё завязался роман. Селестина понимает, что Жозеф — её единственный шанс вырваться на свободу из провинции, но её пугают его отношения с хозяйкой и антисемитские взгляды. Ситуация осложняется смертью соседской девочки, в которой подозревают Жозефа.

## В ролях
| Актёр          | Роль         |
| -------------- | ------------ |
| Леа Сейду      | Селестина    |
| Венсан Линдон  | Жозеф        |
| Клотильд Молле | мадам Ланлэр |
| Херв Пьер      | месье Ланлэр |
| Венсан Лакост  | Жорж         |
| Адриана Асти   | мадам        |